# Schichtladespeicher

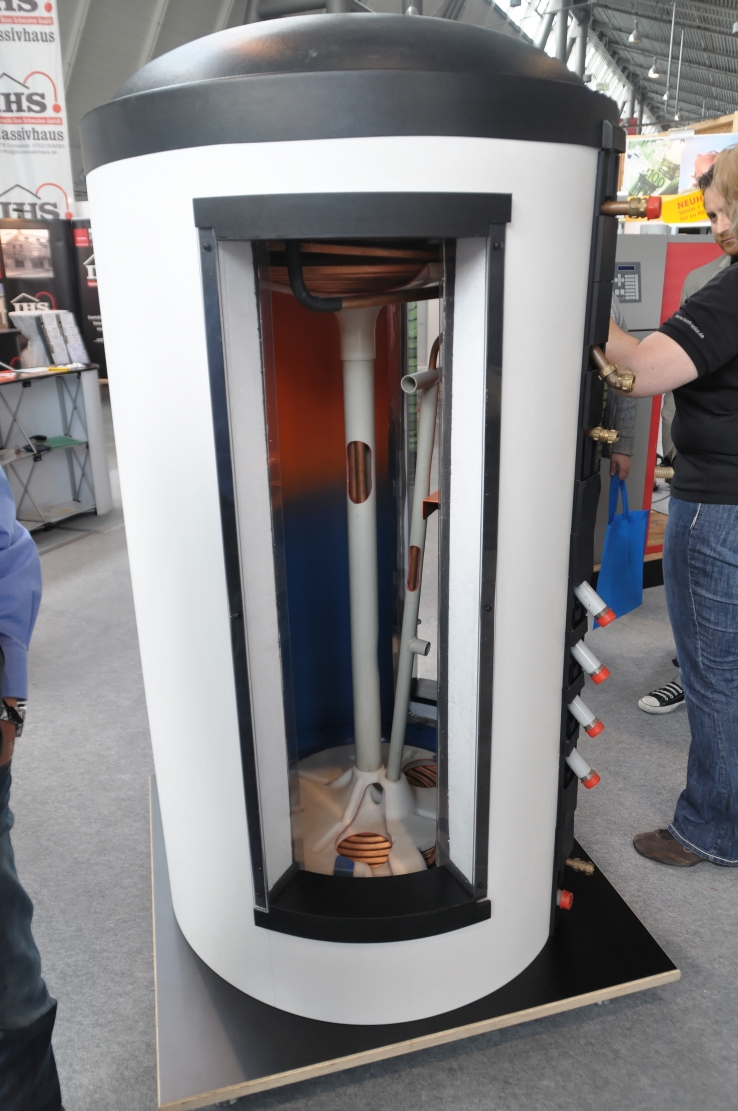
Schnitt durch einen Wärmespeicher. Die thermische Schichtung ist durch die rot-blaue Lackierung beispielhaft farblich dargestellt.

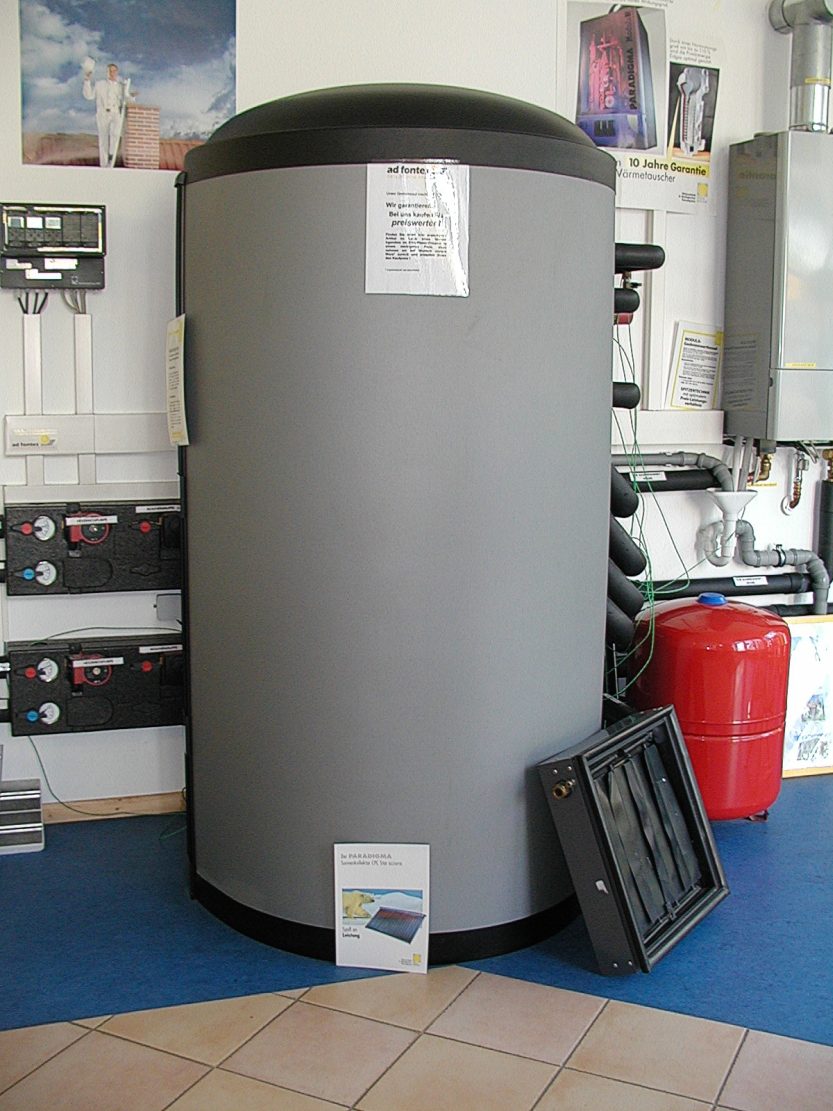
Schichtladespeicher

Ein Schichtladespeicher, Schichtenspeicher oder Thermosiphonspeicher (englisch stratified charge storage) ist ein Warmwasserspeicher, typischerweise für eine Solarthermie. Die wärmste Speicherschicht ist ganz oben im Speicherzylinder und darunter befinden sich kältere Speicherschichten durch eine natürliche Schichtung. Das Wasser wird in unterschiedliche Speicherhöhen eingebracht, je nach verfügbarer Einspeisetemperatur und aktueller Temperaturschichtung. Die Einspeisung erfolgt über eine senkrechte Leitung, die sogenannte Speicherlanze, über waagrecht austretende Zuflussröhrchen in unterschiedlichen Höhen, jeweils in der entsprechend gleichwarmen Speicherschicht wie das eingespeiste Wasser. Das wird durch selbsttätige Ventile, durch Einspeisung in die Temperaturschicht der jeweiligen Temperatur bzw. Wasserdichte erreicht. Der Vorteil ist, dass es zu keiner Vermischung der Speichertemperatur kommt. Verwirbelungen des Wassers sind also bei einem Schichtenspeicher nach Möglichkeit zu reduzieren, weil das die Speicherschichten durcheinanderwirbeln würde. Das wird durch Maßnahmen wie Begrenzung der Fließgeschwindigkeit und durch Prallplatten bei den Einläufen erreicht.
Ein Zuheizen ist also erst später nötig, da von oben noch länger warmes Wasser entnommen werden kann, im Gegensatz zu durchmischten Speichern. Außerdem kann schon nach sehr kurzer Beladung mit heißem Wasser dieses wieder mit fast derselben Temperatur entnommen werden, da nicht erst der gesamte Speicher damit aufgeheizt sein muss. Dadurch ist die Energieeffizienz optimiert.
Derzeit sind Schichtladespeicher in der Anschaffung zwar insgesamt teurer als Kombispeicher, aber das Speichervolumen kann dagegen etwas kleiner sein, und sie gelten wegen besserer Energienutzung als moderner.
Neben Speichern für zum Beispiel Einfamilienhäuser mit etwa einigen hundert bis über tausend Litern gibt es sie auch in deutlich größerer Form, beispielsweise als solarthermische Langzeitspeicher mit einigen tausend Litern Speichervolumen.
Einsatzgebiete
- Bei thermischen Solaranlagen, um sonnenlose Zeiten überbrücken zu können
- Bei einer Holzheizung als Warmwasserspeicher
- In Verbindung mit einer Wärmepumpenheizung, um Sperr- und Stillstandszeiten einhalten zu können
- Bei Blockheizkraftwerken, um diese effizienter zu nutzen
- Zur Verbindung verschiedener Heizsysteme, zum Beispiel bei Heizungsunterstützung